# Pinan Yondan
Pinan Yondan è un kata del Karate, il quarto dei cinque di "base", detti Pinan, del Wado-Ryu, dello Shitō-ryū e dello Shotokan.